# Problemski Hotel (film)
Problemski Hotel is een Belgische film uit 2015 onder regie van Manu Riche, gebaseerd op het gelijknamig boek van Dimitri Verhulst. 

## Verhaal
Centraal in de film staat de vluchteling Bipul wiens afkomst niet gekend is, zelfs voor hemzelf. Hij bevindt zich in het asielcentrum Problemski Hotel in Brussel. Op de dag dat hij Lidia ziet binnenwandelen in het centrum krijgt hij meer hoop en ziet zijn leven er meteen rooskleuriger uit.

## Rolverdeling
| Acteur             | Personage       |
| ------------------ | --------------- |
| Tarek Halaby       | Bipul           |
| Evgenia Brendes    | Lidia           |
| Gorges Ocloo       | Olubanga        |
| Lydia Indjova      | Martina         |
| Pieter Verelst     | Wim             |
| Gökhan Girginol    | Mahsun          |
| Hayder Helo        |                 |
| Aurélie Di Marino  | Saskia          |
| Kristien de Proost | Annick          |
| Marijke Pinoy      | Madame de Vroom |

## Première
De film ging in première op 16 oktober 2015 op het Film Fest Gent in het Kunstencentrum Vooruit. De film werd getoond in het kader van het parcours Fort Europe en de opbrengsten gingen integraal naar de vzw Vluchtelingenwerk Vlaanderen.